# Heavyweight
Heavyweight – pierwszy legalny album (drugi ogólnie) polskiego rapera o pseudonimie Popek. Został wydany 5 czerwca 2008 roku nakładem wytwórni Entyrecords.

## Lista utworów
1. "Chciałbym" (gościnnie: Amar, Jędker)
2. "Niezmienny styl" (gościnnie: HiJack, Premiairz)
3. "Jakby ktoś pytał" (gościnnie: Satyr)
4. "Już mnie nie zobaczysz" (gościnnie: Sokół)
5. "Zasady" (gościnnie: HiJack, Amar)
6. "W świecie baranów jestem wilkiem" (gościnnie: Rolex, Pomidor)
7. "Ręce nie palą mi się do roboty" (gościnnie: Profus)
8. "Przegrani z góry"
9. "Graj" (gościnnie: Premiairz)
10. "Wojna" (gościnnie: Ash)
11. "Czarno to widzę" (gościnnie: Bosski Roman, Tadek)
12. "Wiara w siebie"